# Sauf le respect que je vous dois
Sauf le respect que je vous dois è un film del 2005 diretto da Fabienne Godet.

## Trama
Il quarantenne François Durrieux vive con la famiglia, la moglie Clémence e il figlio Benjamin, a Nantes, e qui lavora alle dipendenze di un capo molto esigente, che dal proprio impiegato vuole una totale dedizione al lavoro.
L'unico che sembra opporsi a tale condizione è Simon, uno dei colleghi di François, che, tuttavia, dopo essere stato licenziato, si toglie la vita.